# Большой Чёлас
Большой Чёлас — река в России, протекает по Лешуконскому району Архангельской области. 
Длина реки составляет 13 км. Образуется при слиянии рек Малый Чёлас и Пайта. Устье реки находится в 51 км от устья реки Ежуга по правому берегу. Высота устья — 29,8 м над уровнем моря.
Притоки от устья к истоку:
- 3 км: Кыдьма (лв)
- 13 км: Малый Чёлас (лв)
- 13 км: Пайта (пр)

## Данные водного реестра
По данным государственного водного реестра России, относится к Двинско-Печорскому бассейновому округу, водохозяйственный участок реки — Мезень от истока до водомерного поста у деревни Малонисогорская. Речной бассейн реки — Мезень.
Код объекта в государственном водном реестре — 03030000112103000048624.